# Brushmen of the Bush
Brushmen del Bush è un gruppo di cinque artisti australiani formatosi a Broken Hill, nel Nuovo Galles del Sud nel 1973. Il gruppo è stato attivo fino al 1989. I 5 membri del gruppo erano: Pro Hart, Eric Minchin, Jack Absalom, John Pickup e Hugh Schulz.
Dopo la loro esposizione inaugurale nel 1973, Lorena Hickman, dell'Australian Women's Weekly, creò il nome Brushmen of the Bush. Con più di 50 mostre hanno raccolto più di un milione di dollari australiani per varie associazioni di beneficenza, in particolare per la Royal Flying Doctor Service.
Negli anni Settanta, il gruppo Brushmen of the Bush ha organizzato mostre a Londra e negli Stati Uniti